# 名古屋市消防局特別消防救助隊
名古屋市消防局特別消防救助隊（なごやししょうぼうきょくとくべつしょうぼうきゅうじょたい、Nagoya Emergency Task Forces）は、名古屋市消防局に設置されている地下鉄や超高層建物の災害やNBC災害など特殊な災害や震災など大規模災害等の救助活動に対応する特別高度救助隊。愛称はハイパーレスキューNAGOYA（ハイパーレスキューナゴヤ）。また、通称として特消（とくしょう）とも呼ばれている。

## 概要
名古屋市消防局は各消防署の「署救助隊」とは別に1949年（昭和24年）に本部直轄の救助部隊「局救助隊」を設置しており中華航空140便墜落事故の際にはクレーン車など特殊車両を投入し救助活動を展開し、蒲原沢土石流災害（長野県北安曇郡小谷村）には東京消防庁消防救助機動部隊（ハイパーレスキュー）と共に緊急消防援助隊として、フィリピン共和国地震災害やマレーシアビル倒壊災害には国際消防救助隊として派遣され通常の救助隊では困難な現場で活動していた。
2001年（平成13年）4月1日に各消防署の「署救助隊」を「救助隊（特別救助隊に相当）」、本部直轄の「局救助隊」を「特別消防隊」と名称を改めた。平成18年に政令市に特別高度救助隊を設置する事が法制化されたのに合わせて特別消防隊を特別高度救助隊に位置付け、市民から親しみのある部隊にするとの願いから愛称はハイパーレスキューNAGOYAとした。
令和6年4月1日組織改編に伴い「本部機動部隊」が発足。特別消防隊は「特別消防救助隊」に名称変更。特別消防救助隊 ・本部救急隊 ・即応支援隊 (新設) の3部隊によって本部機動部隊を構成する体制となる。
特別消防救助隊は第一方面隊から第五方面隊まで5つの部隊が設置されそれぞれ異なる災害への装備・任務が与えられている。
特別高度救助隊の装備である電磁波人命探査装置や画像探査装置（ボーカメ・ファイバースコープ）など様々な高度救助資機材を積載する救助工作車とウォーターカッター車・大型ブロアー車を保有するほか大型のクレーン車や消防艇、災害救援車、特殊災害対応車なども保有し、多重衝突事故やNBC災害、水難救助、船舶・コンビナート火災、大規模震災と様々な災害現場での救助活動が可能。また、消防局航空隊との連携した消防ヘリコプターによる航空救助活動も想定。
管轄は活動市域全体及び軽易な災害以外には最低一隊は出場し救出救助活動と活動統制にあたる。また、広域応援の要としての役割を担い国内の大規模災害時には緊急消防援助隊、海外の災害には国際消防救助隊として派遣される。近年では東北地方太平洋沖地震に伴う東日本大震災や御嶽山噴火災害などで活動している。
| 特別消防救助隊 （★印は救急隊のある特別消防救助隊） | 住所                 | 画像 | 任務                                          |
| -------------------------------------------------- | -------------------- | ---- | --------------------------------------------- |
| 第一方面隊                                         | 中川区太平通3-39     |      | 震災及び水難救助対応                          |
| ★第二方面隊                                        | 西区那古野2-26-16    |      | 低所災害及び地下災害対応                      |
| ★第三方面隊                                        | 北区上飯田南町4-1-11 |      | 高所災害対応及び航空隊との連携                |
| ★第四方面隊                                        | 瑞穂区田辺通5-9      |      | 車輌事故、鉄道事故など交通災害対応            |
| 第五方面隊                                         | 港区金城ふ頭1-1−3    |      | NBC災害及び船舶火災、石油コンビナート災害対応 |

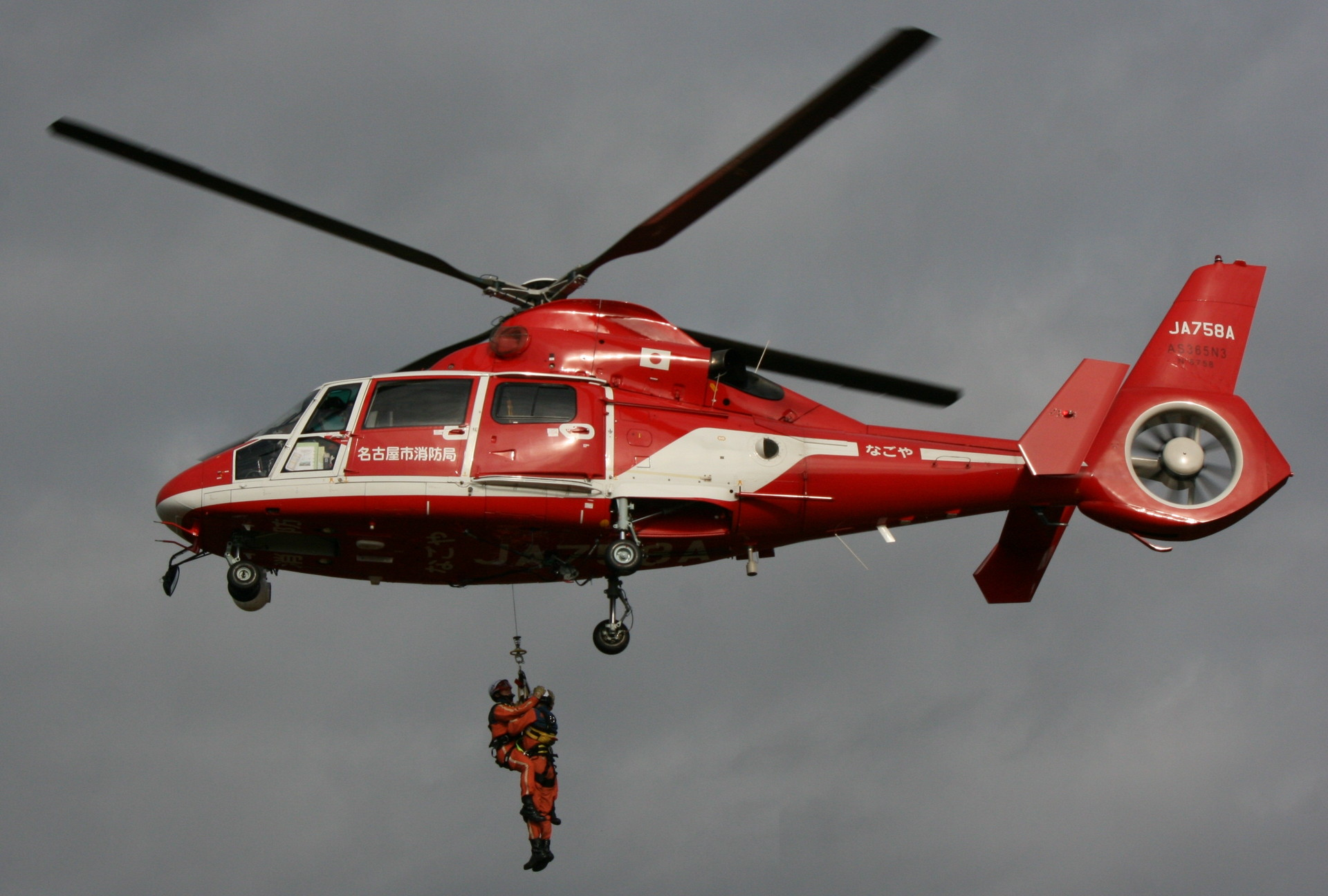
第三方面隊AR
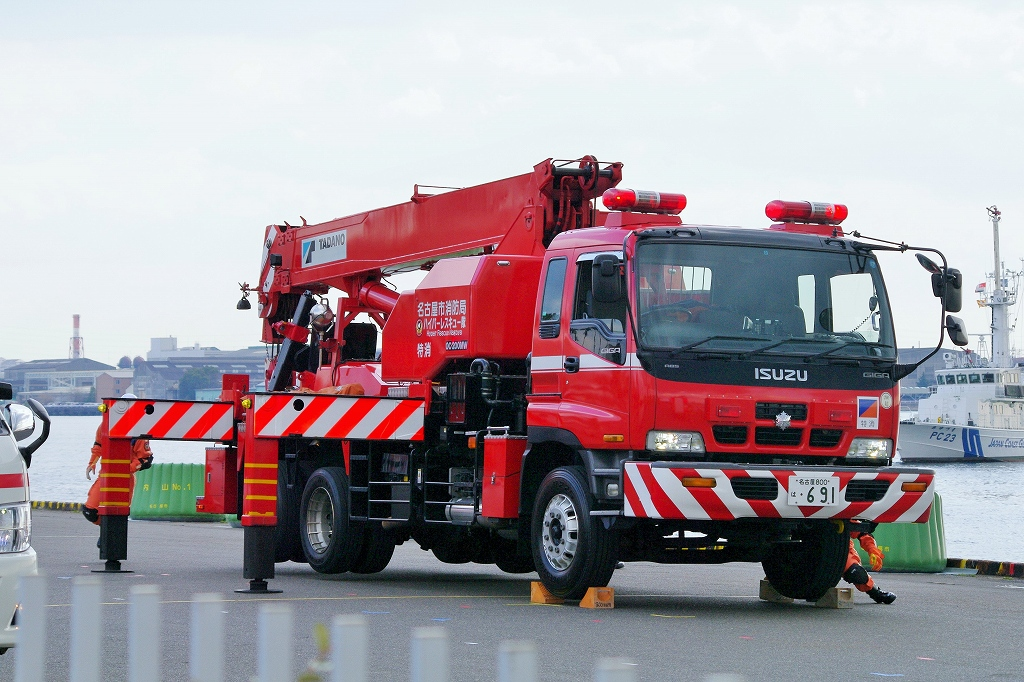
旧第四方面隊クレーン車（廃車済み）
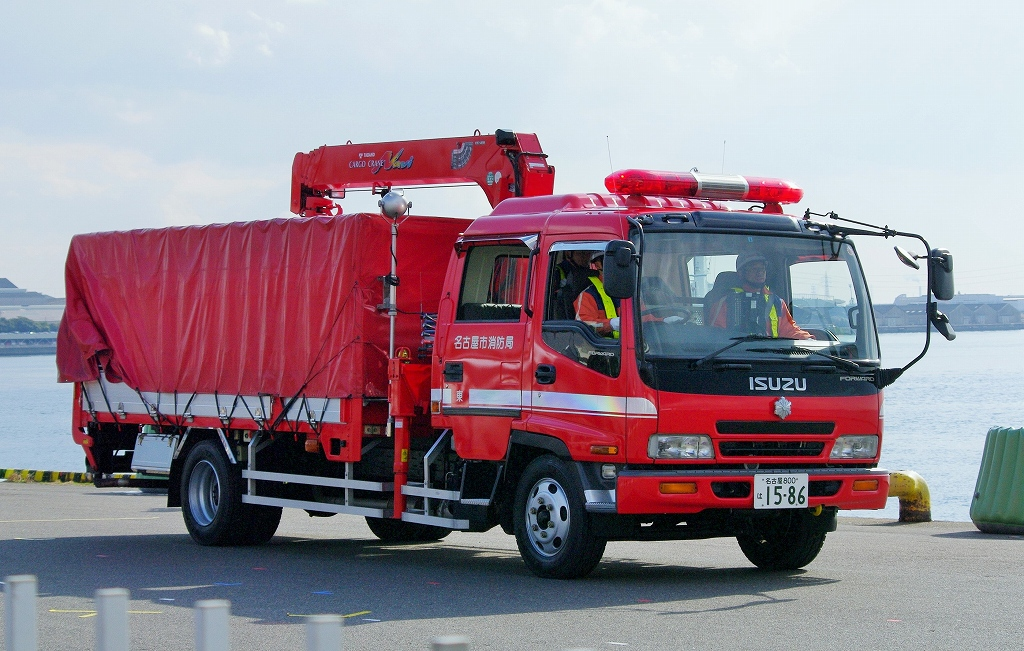
資機材搬送車（輸送車）に乗車する特別消防隊

## これまでに出場した災害・事故
※局救助隊時代の実績含む

### 国内
市内の重大事故
- 1994年4月：中華航空140便墜落事故
- 2000年9月：東海豪雨災害
- 2003年9月：名古屋立てこもり放火事件
- 2011年9月：平成23年台風第15号水害

消防相互応援協定として出場した災害
- 1995年1月：阪神・淡路大震災

緊急消防援助隊として出場した災害
- 1996年12月：蒲原沢土石流災害（長野県北安曇郡小谷村）
- 2003年8月：三重県廃棄物固形燃料発電所火災
- 2004年7月：福井豪雨災害
- 2004年10月：平成16年台風第23号豊岡市水災害
- 2011年3月：東北地方太平洋沖地震に伴う東日本大震災（東北地方での捜索・救助・救急活動）
- 2011年3月：福島第一原子力発電所事故（使用済み核燃料プールへの放水活動）
- 2014年9月：長野県御嶽山噴火災害[4]
- 2017年7月：平成29年7月九州北部豪雨による水害
- 2018年7月：平成30年7月豪雨による水害（岡山県倉敷市真備町）[5][6][7]
- 2024年1月：令和6年能登半島地震

### 国外
国際消防救助隊として出場した災害
- 1990年7月：フィリピン共和国地震災害
- 1993年12月：マレーシアビル倒壊災害
- 1997年9月：インドネシア森林火災
- 2008年5月：中華人民共和国四川大地震災害